# Marvel 2003
Marvel 2003 foi uma publicação mensal de histórias em quadrinhos, originalmente publicadas pela editora estadunidense Marvel Comics, distribuídas no Brasil pela Editora Panini. Diferente das edições americanas, que são todas publicadas individualmente, é costume no Brasil lançar as séries nos chamados "mix", contendo diversas edições originais em cada edição nacional. A série Marvel 2003 abrigava as séries Capitão América (Captain America), Homem de Ferro (Iron Man), Thor e Vingadores (Avengers) e foi publicada entre janeiro de 2003 e dezembro de 2003.

## Publicação pela Panini Comics

### Marvel 2003 (2003)

#### Séries
- Avengers (#01-#03; #05-#10; #12)
- Avengers Annual (#04)
- Captain America (#03-#04; #06-#07; #09-#11)
- Iron Man (01-#12)
- Thor (01-#12)

#### Edições
| Edição nacional | História 1           | História 2   | História 3   | História 4          | Data de publicação |
| --------------- | -------------------- | ------------ | ------------ | ------------------- | ------------------ |
| #01             | Avengers #41         | Iron Man #37 | Thor #31     | Thor #32            | jan 03             |
| #02             | Avengers #42         | Iron Man #38 | Iron Man #39 | Thor #33            | fev 03             |
| #03             | Captain America #05  | Avengers #43 | Iron Man #40 | Thor #34            | mar 03             |
| #04             | Avengers Annual 2001 | Thor #35     | Iron Man #41 | Captain America #06 | abr 03             |
| #05             | Avengers #44         | Thor #35     | Thor #36     | Iron Man #42        | mai 03             |
| #06             | Captain America #07  | Thor #37     | Iron Man #43 | Avengers #45        | jun 03             |
| #07             | Avengers #46         | Thor #38     | Iron Man #44 | Captain America #08 | jul 03             |
| #08             | Avengers #47         | Iron Man #45 | Thor #39     | Thor #40            | ago 03             |
| #09             | Captain America #09  | Iron Man #46 | Avengers #48 | Thor #41            | set 03             |
| #10             | Captain America #10  | Avengers #49 | Iron Man #47 | Thor #42            | out 03             |
| #11             | Captain America #11  | Iron Man #48 | Iron Man #49 | Thor #43            | nov 03             |
| #12             | Thor #44             | Avengers #50 | Iron Man #50 | Iron Man #50        | dez 03             |